# Maria Troncatti
Maria Troncatti, née le 16 février 1883 à Corteno Golgi (Italie) et morte dans un accident aérien le 25 août 1969 en Équateur, est une religieuse italienne, missionnaire de la congrégation des Filles de Marie-Auxiliatrice en Équateur. Elle est vénérée comme bienheureuse par l'Église catholique. En novembre 2024, le Vatican annonce sa prochaine canonisation.

## Biographie
Maria Troncatti naît le 16 février 1883 à Corteno Golgi, en Lombardie, de parents agriculteurs. Dès son plus jeune âge, elle est attentive à l'éducation religieuse qu'on lui donne. Ayant perçu sa vocation religieuse, c'est par obéissance envers son père qu'elle attendit d'être majeure pour entrer au couvent. Elle rejoint l'Institut des Filles de Marie-Auxiliatrice en 1907.
Durant la Première Guerre mondiale, elle travaille comme infirmière à l'hôpital militaire de la Croix-Rouge à Varazze. En 1922, elle est envoyée comme missionnaire en Équateur. Maria Troncatti exerce son apostolat chez les populations indigènes de l'Amazonie, prenant soin d'apporter de la richesse humanitaire et spirituelle à ces populations. Elle occupait les tâches de catéchiste, d'enseignante, d'infirmière, travaillant 16 à 17 heures par jour. Elle se dévouait entièrement pour l'évangélisation et la promotion de la dignité humaine. Elle s'accorda rapidement la sympathie des indigènes qui la surnommèrent nostra mamita. 
Maria Troncatti meurt le 25 août 1969, dans un accident aérien. 

## Béatification et canonisation
- 1986 : ouverture de la cause en béatification et canonisation
- 12 novembre 2008 : le pape Benoît XVI lui attribue le titre de vénérable
- 24 novembre 2012 : béatification célébrée à Macas (Équateur) par le cardinal Angelo Amato, représentant Benoît XVI

Fête liturgique fixée au 25 août.